# اچ‌ام‌اس کورنوال (۵۶)
اچ‌ام‌اس کورنوال (۵۶) (به انگلیسی: HMS Cornwall (56)) یک کشتی بود که طول آن ۶۳۰ فوت (۱۹۰ متر) بود. این کشتی در سال ۱۹۲۶ ساخته شد.